# كيران أغارد
كيران أغارد (بالإنجليزية: Kieran Agard) (مواليد 10 أكتوبر 1989 في لندن - إنجلترا) لاعب كرة قدم إنجليزي يلعب حاليا لصالح نادي الدرجة الممتازة إيفرتون الإنجليزي منذ 2005 في مركز المهاجم .

## روابط خارجية
- كيران أغارد على موقع قاعدة بيانات كرة القدم.إي يو (الإنجليزية)
- كيران أغارد على موقع Soccerbase.com (لاعب) (الإنجليزية)
- كيران أغارد على موقع Soccerway.com (الإنجليزية)
- كيران أغارد على موقع عالم كرة القدم.نت (الإنجليزية)